# Élections législatives cubaines de 2008
Des élections législatives ont lieu à Cuba le 20 janvier 2008. Il s'agit de renouveler l'ensemble des sièges de l'Assemblée nationale du Pouvoir populaire pour un nouveau mandat de cinq ans, à l'échéance de la législature entamée à la suite des élections de 2003. La nouvelle Assemblée élit ensuite les membres du Conseil d'État, et en nomme le président, qui exerce les fonctions de chef d'État et de gouvernement.

## Système électoral

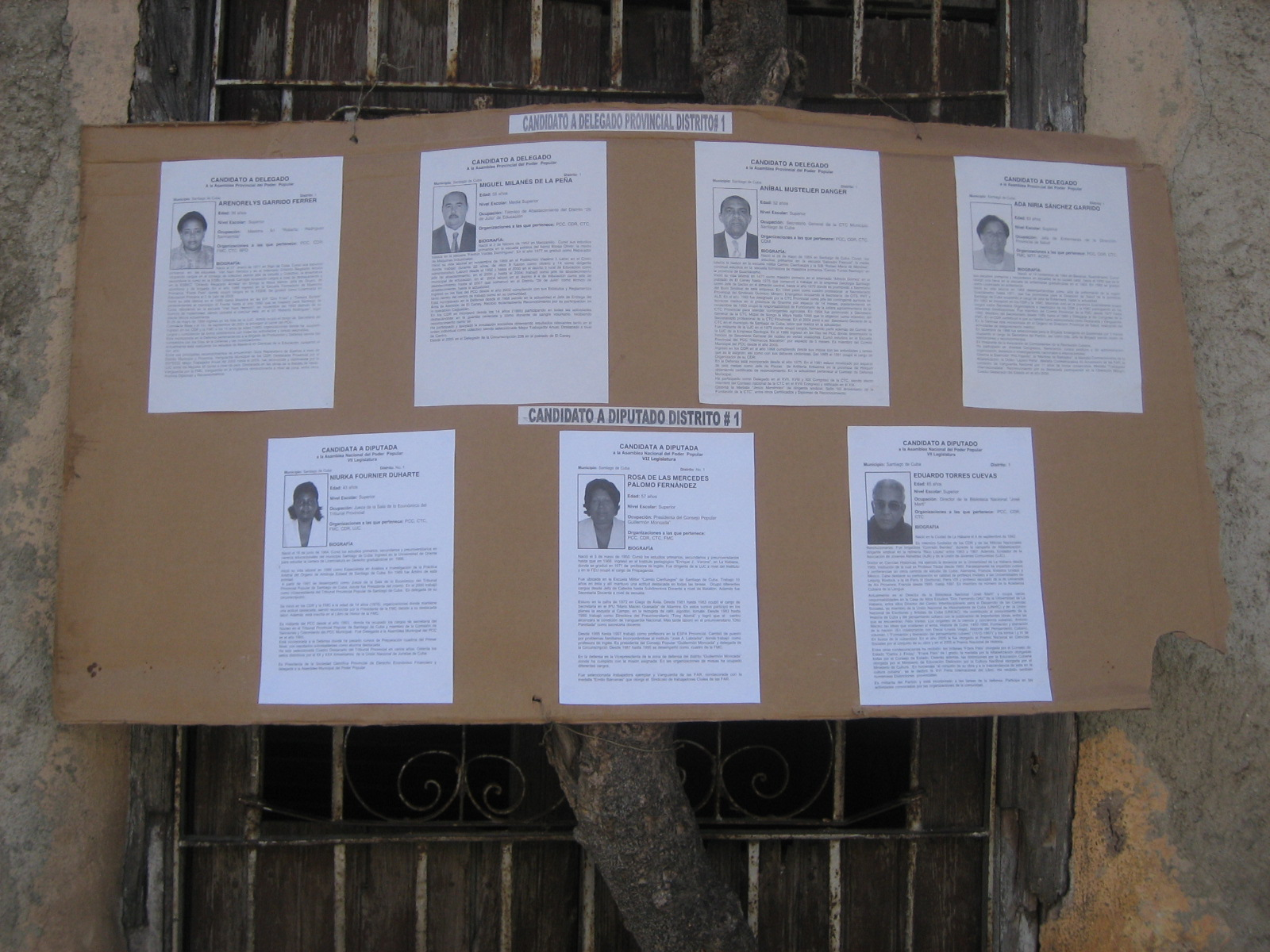
Affiches à Santiago de Cuba présentant les candidats aux scrutins national et local de 2008.

Le modèle politique cubain repose sur un système à parti unique. Il n'est pas nécessaire d'être membre du Parti communiste cubain pour se présenter aux élections, mais les opposants sont écartés par le système de sélection des candidats. Les citoyens au niveau de la commune se réunissent avant l'élection pour proposer plusieurs candidats. D'autres candidats potentiels sont proposés par « les assemblées qui se composent de représentants des mouvements des travailleurs, de la jeunesse, des femmes, des étudiants et des paysans, ainsi que de membres des Comités de défense de la Révolution ». La Commission nationale des candidatures examine les propositions et retient, dans la liste, autant de candidats qu'il y a de sièges à pourvoir (c'est-à-dire entre un et huit par circonscription). La sélection s'opère sur la base « de critères comme le mérite, le patriotisme, les valeurs morales et le passé révolutionnaire ». 
Lors du scrutin, les citoyens élisent ou rejettent le(s) candidat(s) retenu(s) pour leur circonscription, en votant 'oui' ou 'non' pour chaque. Si un candidat n'obtient pas la majorité des suffrages en sa faveur, il n'est pas élu, et une nouvelle élection a lieu dans cette circonscription à une date ultérieure. Le vote a lieu à bulletin secret. Le droit de vote s'obtient à seize ans ; pour être élu, il faut avoir au moins dix-huit ans. Par tradition, les urnes électorales sont 'gardées' par des enfants et des adolescents le jour de l'élection, les associant ainsi au scrutin bien qu'ils ne puissent pas voter.
Il n'y a pas de campagne électorale. Des informations biographiques relatives à chaque candidat sont affichées en public par les autorités. Après l'élection, chaque député est censé rendre compte de ses activités à ses électeurs, qui peuvent en principe le démettre de ses fonctions en cours de mandat.
Le nombre de sièges à l'Assemblée dépend de la population par région ; ainsi, pour l'élection de 2008, cinq nouveaux sièges sont créés, portant le total à 614.

## Contexte
L'avenir du Président Fidel Castro était la principale question lors de cette élection. Hospitalisé en 2006, il avait confié 'temporairement' la direction du pays à son frère Raúl Castro. Fidel Castro est sélectionné comme candidat de la septième circonscription de Santiago de Cuba. 

## Résultats
Le taux de participation est de 96,89 %. Il y a 3,73 % de votes blancs, 1,04 % de votes nuls, et 95,23 % de suffrages exprimés (pour ou contre le candidat proposé). L'ensemble des 614 candidats sont élus. 
Fidel Castro obtient 98,26 % de suffrages favorables dans sa circonscription. Raúl Castro, 99,37 % dans la sienne ; le Vice-Président du Conseil d'État, Carlos Lage Davila, 92,40 % ; et le Président de l'Assemblée, Ricardo Alarcón, 93,92 %.
L'Assemblée compte 265 femmes (43,16 %) et 385 nouveaux députés. 112 députés (18,24 %) ont moins de 41 ans. Outre 253 personnels politiques ou administratifs (41,21 %), dont 130 « délégués des instances locales du pouvoir populaire », la nouvelle Assemblée compte 175 ouvriers, paysans ou travailleurs du secteur tertiaire (28,50 %), 67 écrivains, artistes, chercheurs ou journalistes (10,91 %), 51 étudiants ou « représentants d'organisations de masse » (8,31 %), 43 « membres des forces armées et du Ministère de l'intérieur » (7,00 %), 10 sportifs, 5 retraités, 4 « représentants d'institutions religieuses », et 6 députés issus d'autres professions. Chaque député continue sa carrière extra-parlementaire durant son mandat.
Élu député, Fidel Castro annonce qu'il siègera bien au parlement, mais qu'il ne briguera pas un nouveau mandat à la présidence du Conseil d'État. 
Le 24 février, la nouvelle Assemblée reconduit Ricardo Alarcón à sa présidence. Elle élit également le Conseil d'État, avec pour Président Raúl Castro - le premier changement à la tête du pays depuis 1959. 